# Klemheist
Der Klemheist ist ein einfach zu knüpfender Klemmknoten.

## Namen und Geschichte
Der Klemheist ist vom Prusikknoten abgeleitet. Bei dem Klemheist handelt es sich um einen „umgedrehten“, d. h., in die entgegengesetzte Richtung belasteten Kreuzklemmknoten.

## Anwendung
Gegenüber dem Prusik lässt sich der Klemheist leichter öffnen. Dies geht einher mit einer geringeren Klemmwirkung. Der Klemheist findet in Seilklettertechnik und Baumpflege Verwendung als Sicherung beim Abseilen mit der Abseilacht oder als Sicherungsknoten beim Footlocken (Fußklemmmethode, d. h. mit den Füßen klemmwirkend in das lose Ende des Seils stellen), wohingegen der Kreuzklemmknoten z. B. im Alpinklettern als Sicherungsknoten am Fixseil genutzt wird. Beim Knüpfen um ein Seil trägt das leichte Abknicken des Seils zur Klemmwirkung des Klemheists bei. Er ist nicht zur Verwendung mit großen Lasten wie etwa bei Flaschenzügen geeignet, da er umschlagen kann und dadurch schwer wieder zu lösen ist.

## Knüpfen

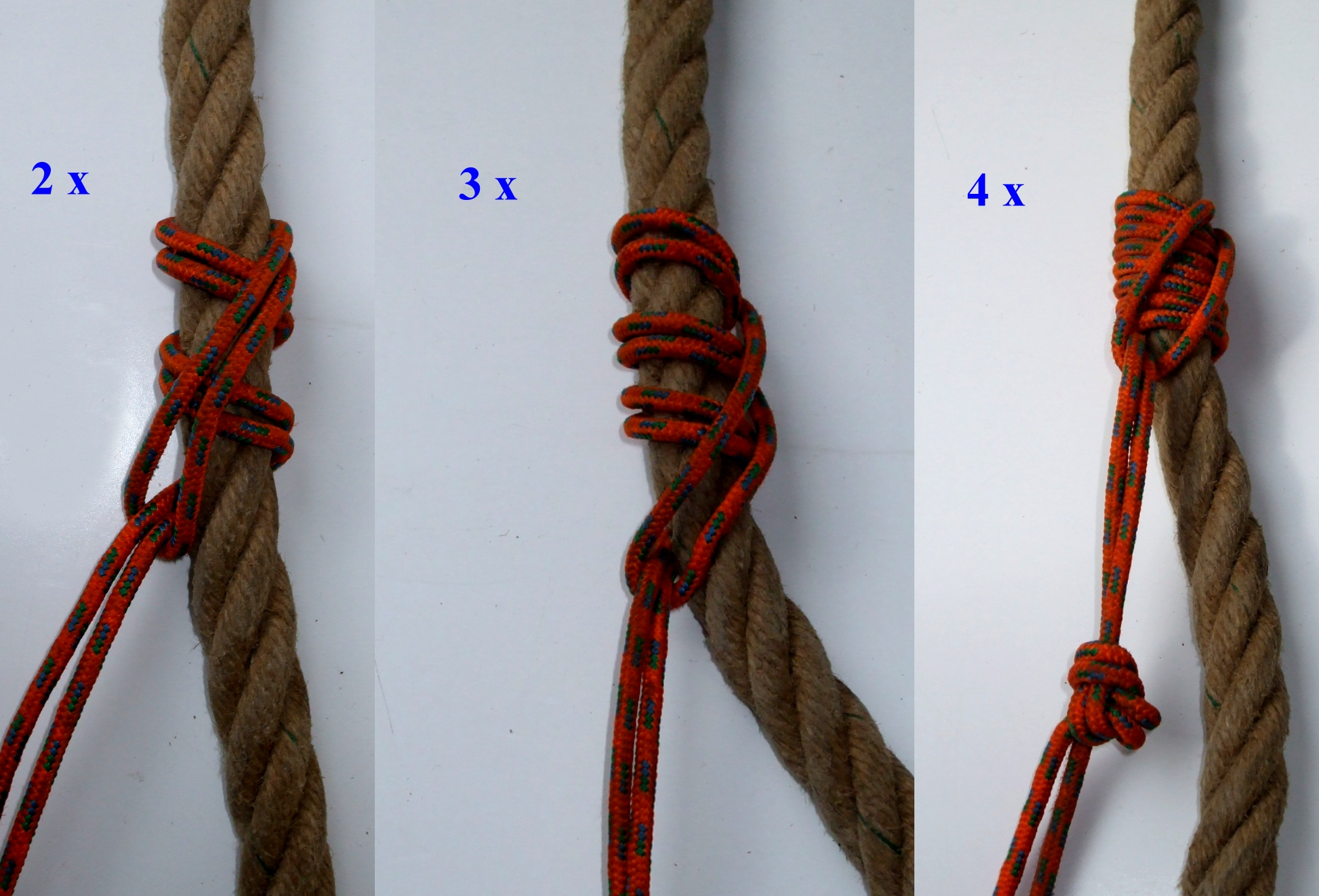
Klemheist mit 2, 3 und 4 Wicklungen

Die Bucht einer Endlosschlinge wird um ein Seil von unten nach oben eng gewunden und das untere Schlingenende nochmals durch die von oben kommende Bucht gezogen. Die Bucht, die die Last aufnimmt, kommt also vom unteren Ende der Wicklungen, nicht wie beim Kreuzklemmknoten vom oberen Ende.
Die Wicklungen um das Seil können mehrfach durchgeführt werden, wobei jede weitere Wicklung eine zusätzliche Klemmkraft entwickelt. Als Faustregel gilt, eine Wicklung mehr als beim Prusikknoten um die gleiche Klemmwirkung zu erzielen.

## Alternativen
- Eine höhere Klemmwirkung wird mit dem Kreuzklemmknoten erzielt.
- Zum Aufstieg am Seil wird meist der Prusikknoten verwendet.
- Neue Lösungen bei Verwendung von Bandschlingen, der FB-Prusik und – noch einfacher und wirkungsvoller – der FB-Kreuzklemm.
- Mit Handschuhen besonders gut verschiebbar ist der Karabinerklemmknoten.
- Für große Lasten ist der FB-Bandklemmknoten zu verwenden.
- Beim Baumklettern wird der Blake-Knoten verwendet.
- Der Eiszapfenstek ist eine weitere Variante.

## Varianten
- Geschoteter Klemheist, eine Kombination aus doppeltem Palstek, Machard und Klemheist. Beschrieben durch John Zwangwill.[2]
- Machard: Anders als beim Klemheist werden die Buchten der Rundschlinge nicht ineinander gezogen, sondern beide direkt durch das Verbindungsmittel belastet. Dies erfordert eine wesentlich höhere Anzahl an Wicklungen (gewöhnlich fünf bis sechs). Anwendung reicht von Einhängen von (abziehbaren) Flaschenzügen, über Rücklaufsperre bis hin zu Horizontalseilen.[2]